# XM (fájlformátum)
Az XM (angolul: eXtended Module) egy audio fájlformátum, amit a Triton demoscene csapat FastTracker 2 nevű trackerje vezetett be.
Az XM 32 csatornát és 127 hangszert tartalmazhat. Bevezette a multisampling-képes hangszereket, hangerő és panoráma burkológörbével. Kibővítette a használható effekt parancsokat és csatornákat, támogatja a 16 bites mintákat, és alternatív frekvenciatáblát kínál a portamentokhoz.

## Fordítás
- Ez a szócikk részben vagy egészben az XM (file format) című angol Wikipédia-szócikk fordításán alapul.  Az eredeti cikk szerkesztőit annak laptörténete sorolja fel. Ez a jelzés csupán a megfogalmazás eredetét és a szerzői jogokat jelzi, nem szolgál a cikkben szereplő információk forrásmegjelöléseként.

## Külső hivatkozások
- Csizmazia István: Számítógépes zeneszerzés
- Fast Tracker 2.12 használati utasítás